# Cratere Neander
Neander è un cratere lunare di 49,22 km situato nella parte sud-orientale della faccia visibile della Luna.